# Rio Veiga
O rio da Veiga, é um pequeno curso de água que nasce em Escudeiros (concelho de Braga), na interseção do monte Penedo das Letras com o monte de Penedice. Percorre um vale fértil de 7 km, onde finalmente desagua no rio Este entre as freguesias de Figueiredo e Lomar, ambas no concelho de Braga.